# 紫菜包饭
（羅馬化：gimbap），是一种流行的朝鲜食品，是将蒸熟的白米饭和各种其他材料捲进紫菜中，再切成一块块供应。紫菜包饭通常在野餐或户外活动时吃，或作为简便的午餐，佐以萝卜干或泡菜。

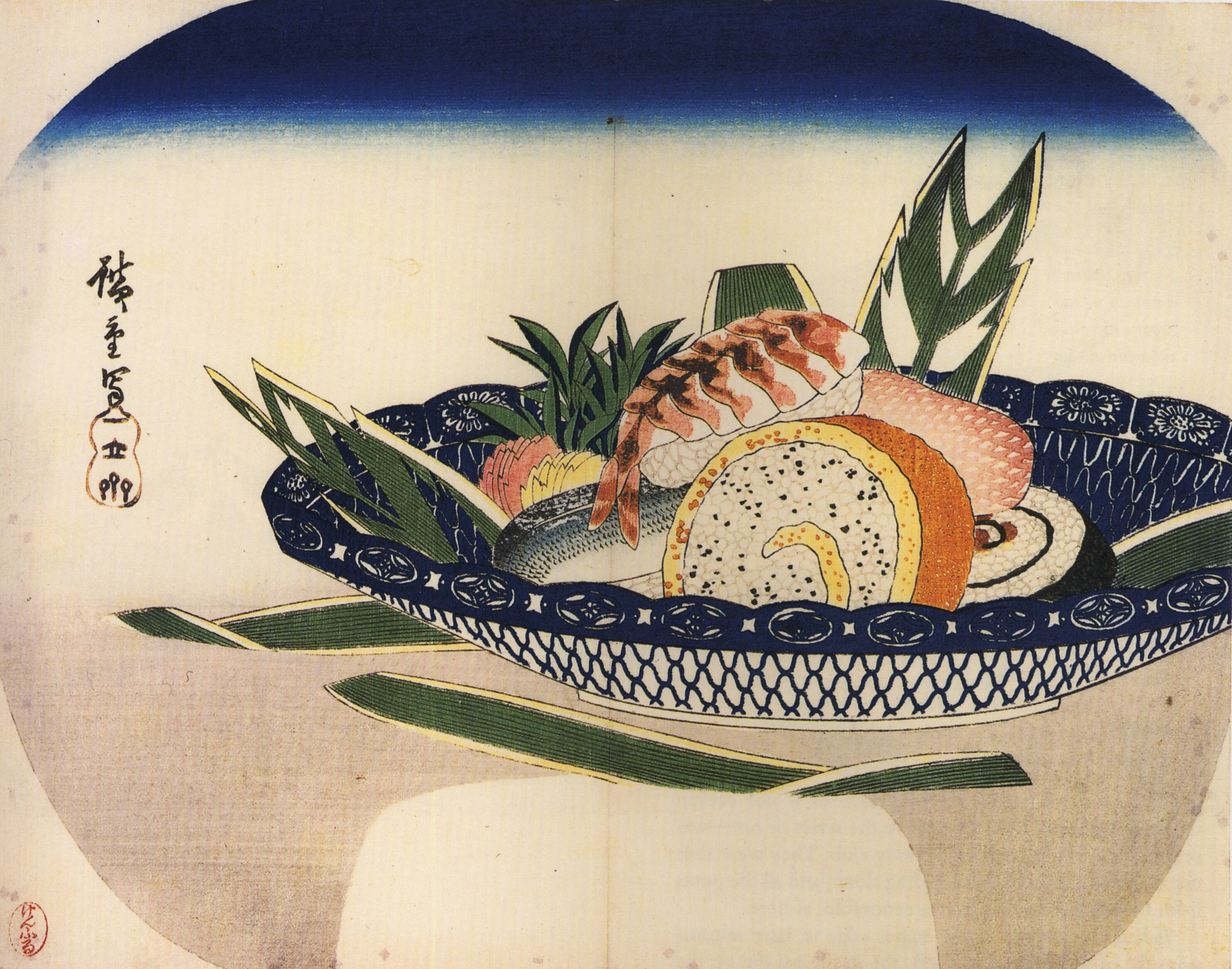
18世紀左右的日本壽司（歌川廣重）

朝鮮日治時期，日本的捲壽司（巻き寿司）傳入朝鮮半島。朝鲜人在日本寿司的基础上发展出紫菜包饭。雖然外型跟日本壽司捲相像，紫菜包饭在調味或製作上的主要差異存在于，一，紫菜包饭的海苔通常会用芝麻香油均勻的抹在上面以散發香味，二，米飯通常為原味而不會加醋調味。三，餡料日本多使用魚肉，韓國則是以豬肉為主，並會加辣醬或泡菜等辛辣與醃漬食材，也因為餡料更多達三四種以上而明顯比較粗。
小捲的紫菜包饭通常并不切片。另外紫菜包饭也有类似日式饭团的变种，称三角紫菜包饭（韓語：삼각김밥/三角김밥）。
紫菜捲飯在韓國很便宜且容易買到，一般在韓國的小吃店等地中，1000至2000韓元左右就可以買到紫菜捲飯。紫菜包饭品种众多，老少皆宜。所以很受东南亚地区人们的欢迎。